# Anıl Karaer
Anıl Karaer (sinh 4 tháng 7 năm 1988, ở İstanbul, Thổ Nhĩ Kỳ) là một cầu thủ bóng đá Thổ Nhĩ Kỳ thi đấu ở vị trí hậu vệ cho Osmanlıspor. Anh được huấn luyện bởi hệ thống trẻ Galatasaray.
Ngày 24 tháng 6 năm 2009, anh ký bản hợp đồng 2 năm với Adanaspor.